# Cephalaria leucantha
Espèce
Cephalaria leucantha, la céphalaire blanche, est une espèce de plante méditerranéenne de la famille des Dipsacacées selon la classification classique de Cronquist (1981), de la famille des Caprifoliacées selon la classification phylogénétique.